# Bathyagonus infraspinatus
Bathyagonus infraspinatus és una espècie de peix pertanyent a la família dels agònids.

## Descripció
- Fa 12 cm de llargària màxima.
- Aleta caudal arrodonida.[6][7]

## Hàbitat
És un peix marí, demersal i de clima temperat (62°N-41°N, 175°W-121°W) que viu entre 18 i 183 m de fondària.

## Distribució geogràfica
Es troba al Pacífic oriental: des de les costes del mar de Bering a Alaska fins a Eureka (nord de Califòrnia, els Estats Units).

## Observacions
És inofensiu per als humans.